# أوبريسية رمادية
الأوبريسية الرمادية (باللاتينية: Aubrieta canescens) نوع نباتي ينتمي إلى جنس الأوبريسية من الفصيلة الخيمية.

## الموئل والانتشار
موطن هذا النوع بلاد الشام وتركيا.

## مرادفات للاسم العلمي
- (باللاتينية: Aubrieta affinis Hausskn. ex Bornm.)